# El Menar
El Menar (en árabe: المنار‎, en lenguas bereberes: ⵍⵎⵏⴰⵕ, en francés: El Mnar) es una localidad marroquí perteneciente al municipio de El Borarín, la región de Tánger-Tetuán-Alhucemas. Desde 1912 hasta 1956 perteneció a la zona norte del Protectorado español de Marruecos.